# Los Patios
Los Patios est une municipalité située dans le département de Norte de Santander en Colombie.